# Reagens boca
Reagens boca je staklena posuda od prozirnog ili tamnog stakla, uskog grla, s ubrušenim čepom. U boci se drže reagensi potrebni za analizu. Na prednjoj strani boce nalazi se naljepnica na kojoj je označen kemijski sastav reagensa. Prilikom izlijevanja otopine iz boce naljepnica mora biti na gornjoj strani da se ne ošteti. Boce koje nemaju naljepnicu ne smiju se rabiti zbog toga što ne znamo koja je tekućina u boci. Ako se rabe dvije reagens-boce ili više njih treba paziti da se čepovi ne zamjene jer će u protivnom doći do zagađivanja reagensa. Čep se odlaže na radnu plohu stola okrenut na svoju najširu plohu.